# Йомены

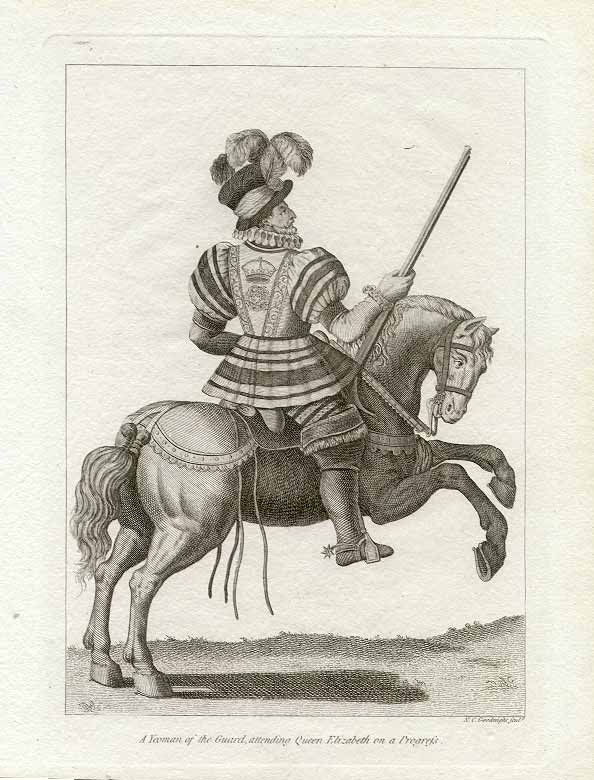
Йомен-телохранитель гвардии королевы Елизаветы I. Гравюра из альбома Авраама де Брейна (1577)

Йо́мены (йо́менри, йо́ментри) (англ. Yeomen, Yeomanry) — в феодальной Англии свободные мелкие землевладельцы, которые, в отличие от джентри, самостоятельно занимались обработкой земли.
К XV веку йоменами стали называться все крестьяне, ведущие самостоятельное хозяйство, независимо от юридического статуса их держателя. В условиях дальнейшего развития товарно-денежных отношений слой йоментри стал размываться, поляризуясь на зажиточную верхушку и деревенскую бедноту. Тем не менее вплоть до середины XVII века йомены составляли основную массу английского крестьянства. Из йоменов происходили Уильям Шекспир, Джон Мильтон и Исаак Ньютон.

## Вариантыэтимологии, происхождения

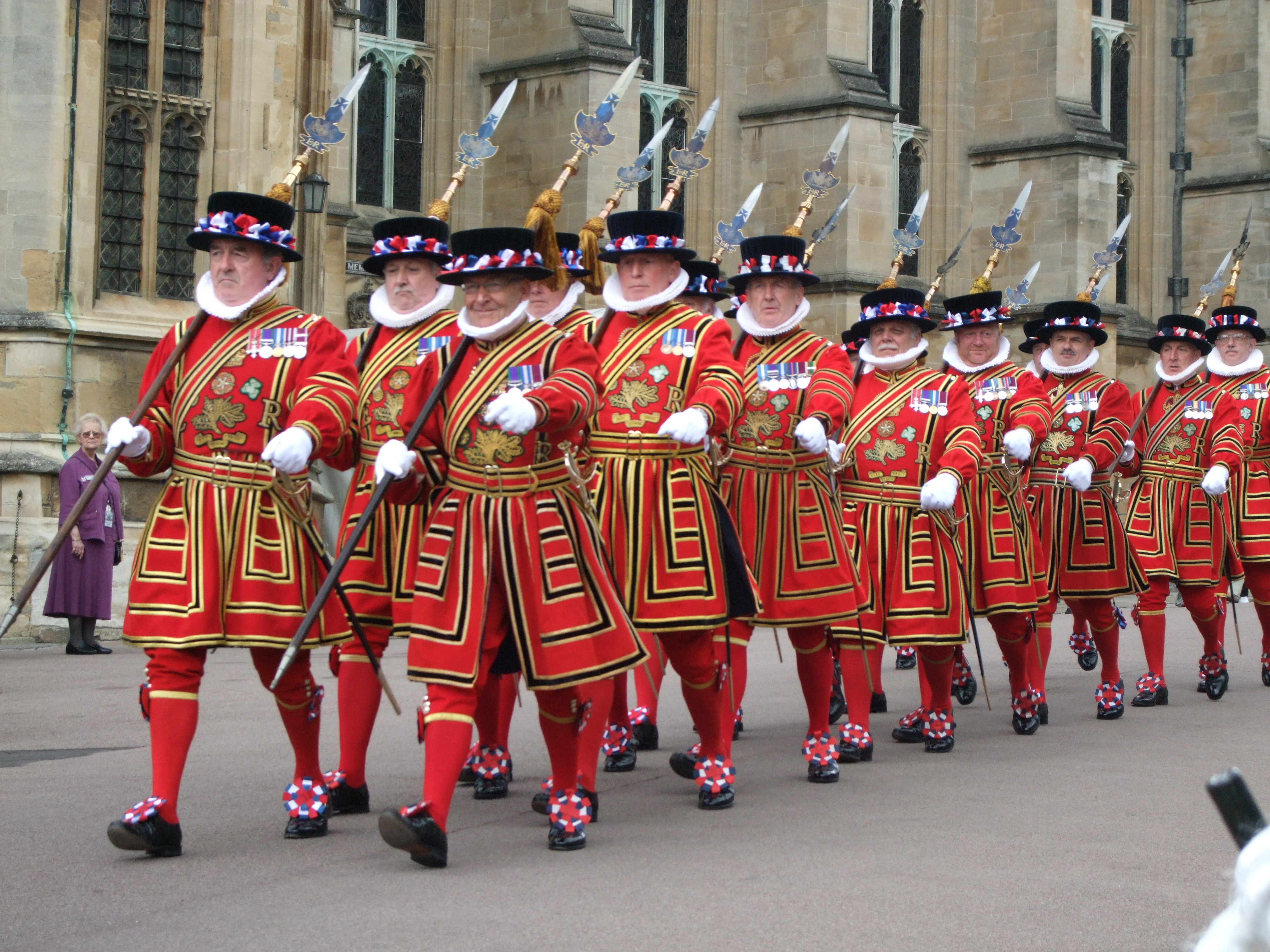
Йомены — стражи Тауэра, неизменный атрибут туристического Лондона

Термин «йомен» отличается известной неопределённостью. Считается, что в устной форме слово имеет хождение с раннего Средневековья, а в текстах находят упоминания начиная с двенадцатого столетия. Первые упоминания о «йоменах» находят в англо-германо-скандинавском эпосе Беовульф, создание которого датируется VII—VIII веком.
По распространённой версии, «йомен» трансформировалось от слова «янгмен» (англ. young man — молодой человек). Возможно, слово относилось к свободнорождённым слугам, являвшим собой нечто среднее между эсквайром и пажом.

## Роль и значение «йоменов» на исторической арене

### Раннее Средневековье
Начиная с периода нормандского завоевания Англии в XI веке, и даже ранее, социальный статус индивидуума очень жёстко привязывается к количеству и степени владения землёй. И само понятие «йомена» начиная с тёмных веков обозначает человека, владеющего своим наделом по праву фригольда, копигольда или аренды.
Ядро йоменов составляли свободные крестьяне-фригольдеры (англ. free-holders — «свободные держатели») средневекового манора (см. Фригольд). Однако далеко не все йомены обладали землёй, что не мешало им принадлежать к своему классу. Они были «сервентами» в замках феодалов, но не уровня простой прислуги, а скорее уровня «мажордомов», «интендантов», управляющих. Хотя в целом класс йоменов, согласно раннему англосаксонскому законодательству, определяется как «аристократическое» крестьянство.
Слой йоменов, оставаясь весьма размытым, согласно Книге Судного дня — первому серьёзному документальному источнику, — складывался в своеобразный средний класс раннефеодальной Англии. Верхние слои йоменства поднимались до уровня мелкого дворянства, низшие слои оставались просто крестьянами. При этом, хоть и в разной форме, все йомены находились в манориальной (поместной) службе при короле или крупном феодале.
Однако, и это принципиально важно, весь класс йоменов являлся классом лично свободных людей.
Во времена крестовых походов йоменами начали называть молодых вооружённых слуг, подручных, зачастую самих ставших всадниками, в окружении рыцаря. Это более точно отражало их статус и отличало их, например, от пажей.
Суммируя, можно сказать, что к концу периода раннего Средневековья «йоментри» оформилось в сословие, тремя неотъемлемыми атрибутами которого стали:
личная свобода — незакрепощённость — в противоположность коттариям, вилланам, керлам;
вооружённость;
земельный участок, как правило, в частном владении.

### Средние века

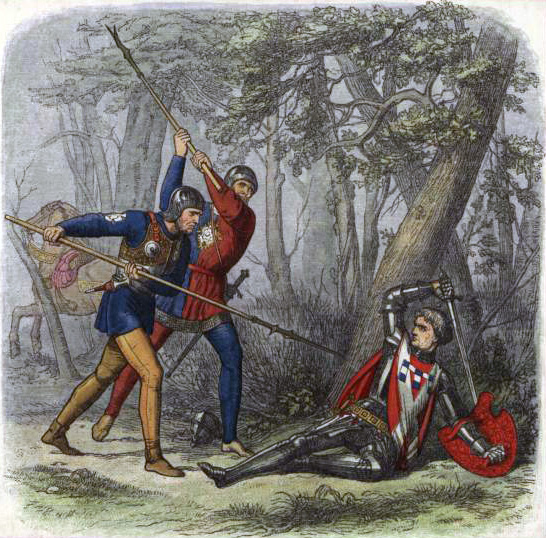
Гибель графа Уорика от рук йоменов в битве при Барнете (1471). Гравюра Эдмунда Эванса из «Хроник Англии с 55 г. до Р.Х. по 1485 г.» Джеймса Дойла (1864)

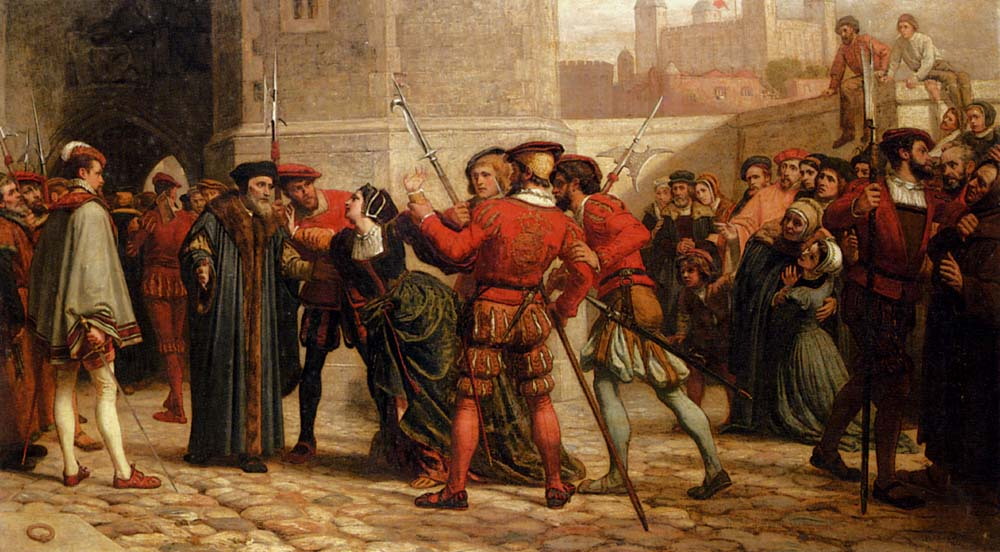
«Встреча Томаса Мора с дочерью после вынесения ему приговора». Худ. Уильям Фредерик Йимз (1872)

Йомены в качестве лучников (см. статью английский длинный лук) привлекались к службе в королевской армии. Особенно хорошо они зарекомендовали себя во время Столетней войны.
Во времена Генриха VII, в 1485 году, из них был сформирован гвардейский корпус. Тогда шла война Алой и Белой розы. Отряд йоменов, через десятилетия превратившийся в вышеназванный корпус, отчаянно бился в сражении при Босворте и заслужил честь стать «Отрядом личных телохранителей короля» (The King’s Body Guard of the Yeomen of the Guard — Йомены гвардии). Йомены этого корпуса дошли до наших времён в виде легендарных «мясоедов» (beefeaters — привратников и смотрителей Тауэра).

### Новое время
Во времена английской Гражданской войны йомены стали социальной базой парламентской армии (армии нового образца). Столетие, последовавшее за революцией, и дальнейшее развитие капиталистических отношений привели к почти полному исчезновению йоменов с исторической арены. Однако сам термин сохранился в названии иррегулярных воинских частей добровольцев (например, Имперские Йоменри)
Карл Маркс в «Капитале» описывает исчезновение класса йоменов как одно из условий первоначального накопления капитала в руках крупных земельных собственников:

Ещё в последние десятилетия XVII века йомены, независимое крестьянство, были многочисленнее, чем класс арендаторов. Оно было главной силой Кромвеля и, по признанию самого Маколея, представляло выгодный контраст по сравнению с кутилами-дворянчиками и их слугами. Приблизительно в 1750 году йомены исчезают, а в последние десятилетия XVIII века изглаживаются всякие следы общинной собственности землевладельцев.— 